# 东湖公园站
东湖公园站位于成都市锦江区东湖公园旁，是成都地铁8号线的一座地下车站，于2020年12月18日启用。

## 车站结构

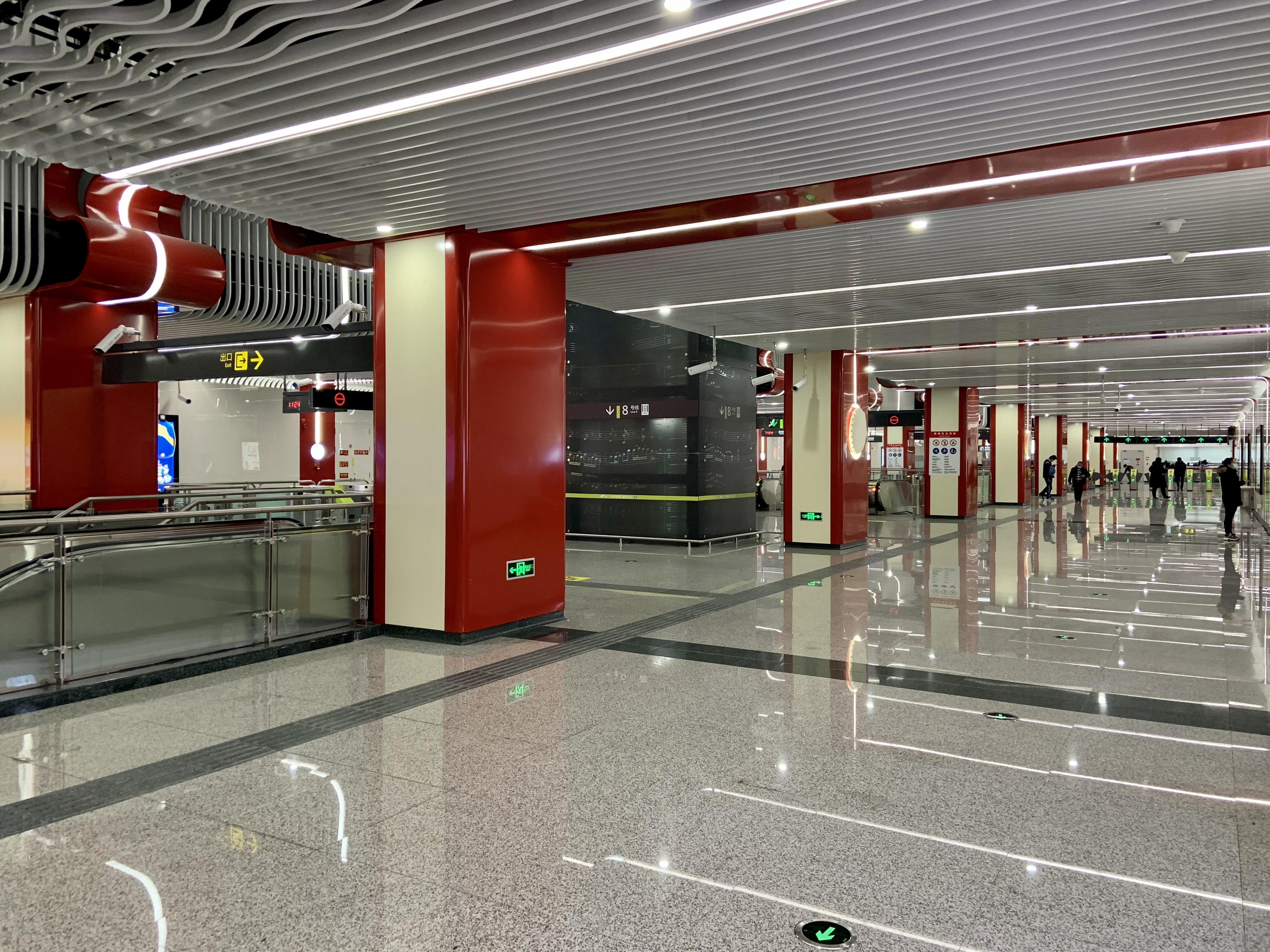
站厅层
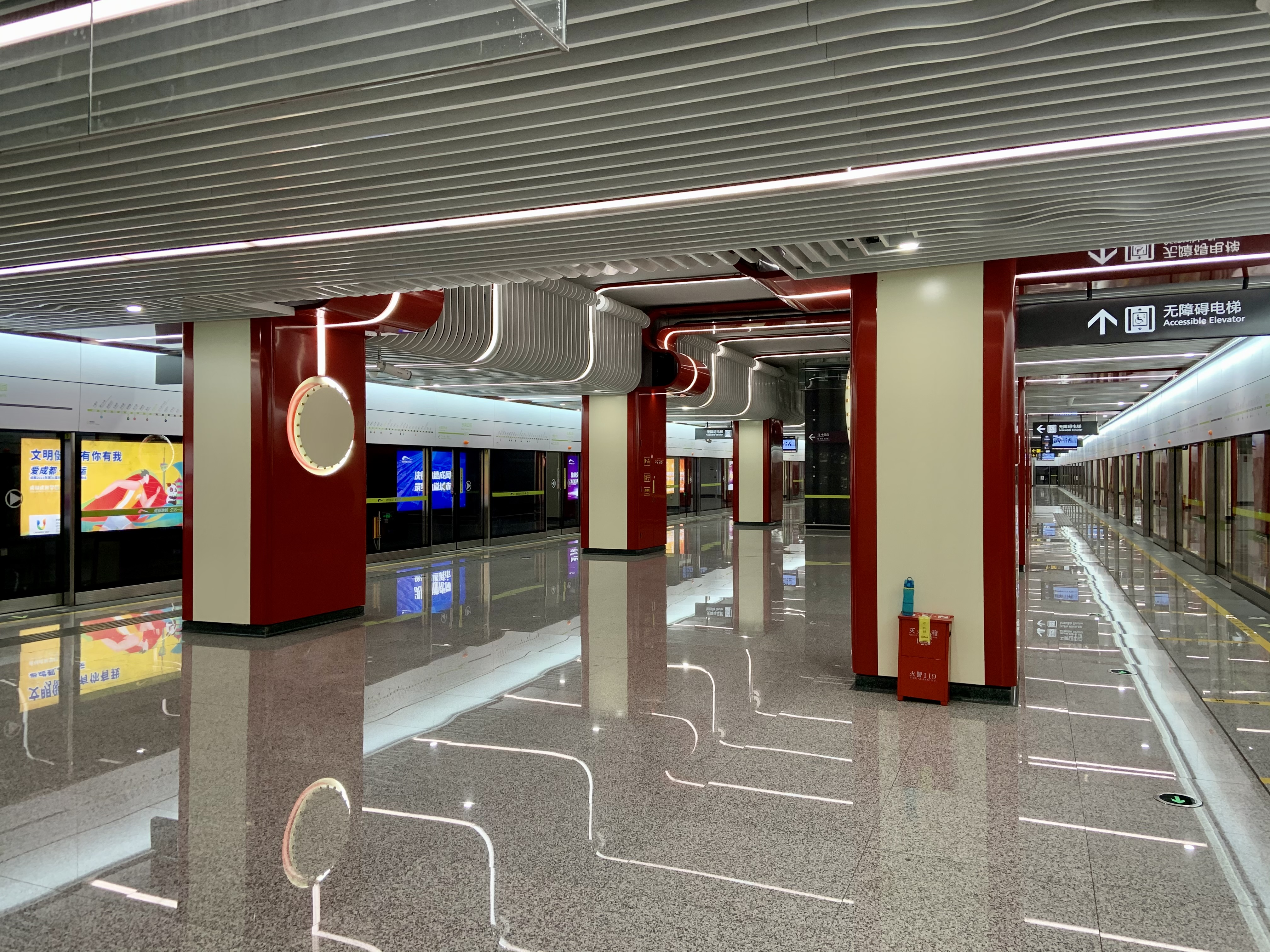
站台层

本站为地下二层岛式站台车站。
| 地面              | ·    | 出口A/B1/B2/B3/D                                                                                        |
| 地下一层          | 站厅 | 自助购票 客服中心                                                                                       |
| 地下二层          | 站台 | \| \| \| 8号线往桂龙路（东光） \| \| 島式 · 開左邊车门 \| \| \| \| \| \| 8号线往龙港（川大望江校区） \| |
|                   |      | 8号线往桂龙路（东光）                                                                                   |
| 島式 · 開左邊车门 |      | |
|                   |      | 8号线往龙港（川大望江校区）                                                                             |

- 站厅层
- 站台层

## 内装与公共艺术
本站特色主题为鼓。

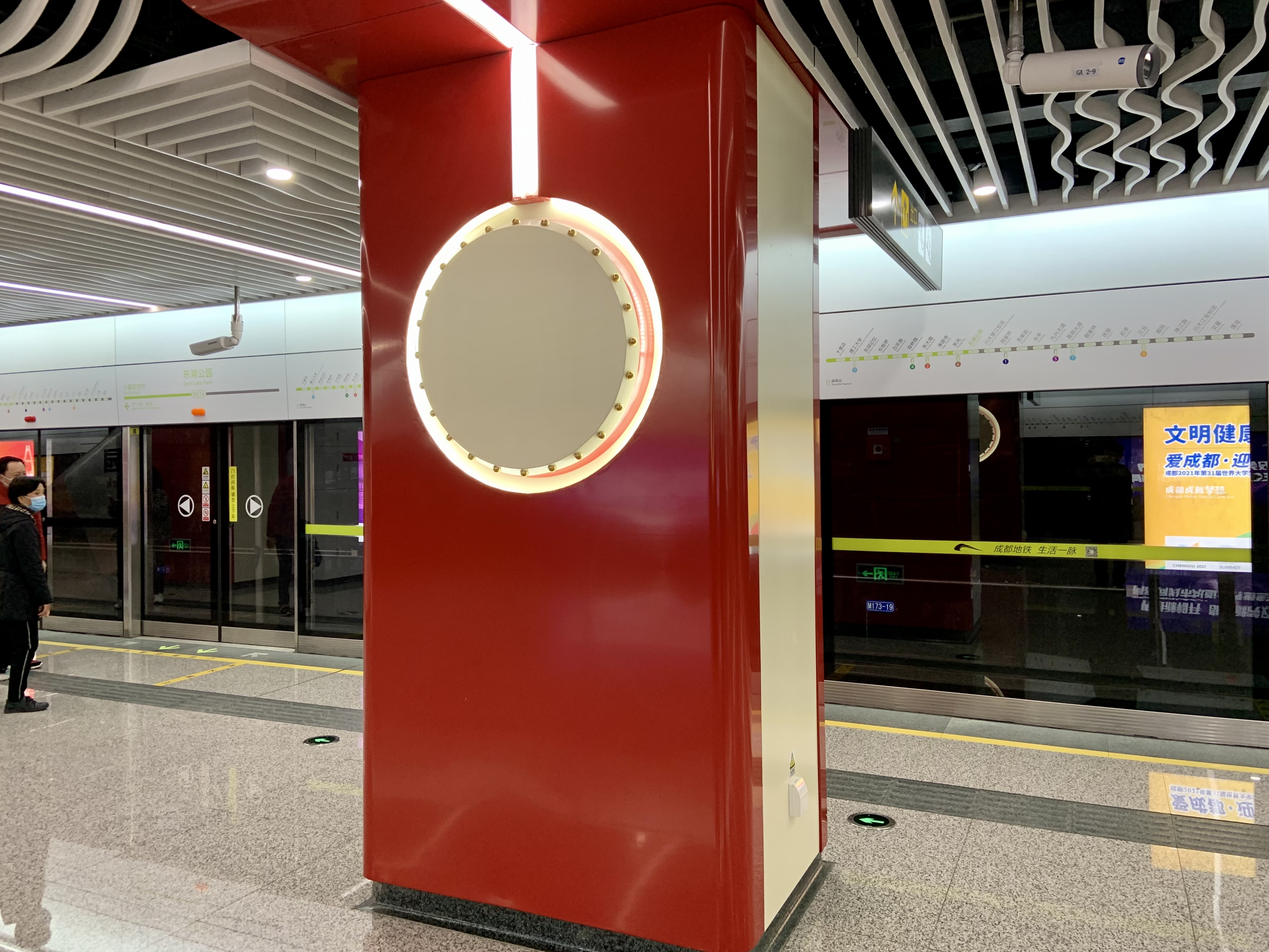
站台立柱上的中国鼓状装饰

本站8号线站区为8号线20座一般艺术站之一，以“传统国韵”为灵感，以中国传统乐器融入站点装修，并结合流线型天花板，打造出文化气息浓厚的乘车环境。。

## 出入口
本车站目前开放4个出入口。
|              |                                |                                          |      |
| 编号         | 设施                           | 指示                                     | 照片 |
|              | 无障碍电梯 无障碍卫生间 哺乳室 | 二环路东五段、琉璃东路、琉璃路、东湖公园 |      |
| 出口 · B · 1 | 无障碍电梯                     | 二环路东五段、河滨路、高攀路、东湖公园   |      |
| 出口 · B · 2 | 无障碍电梯                     | 二环路东五段、河滨路、河心路、郭家桥正街 |      |
| 出口 · B · 3 |                                | 二环路东五段、河滨路、河心路、国信路     |      |
| 出口 · D     |                                | 二环路东五段、琉璃东路、琉璃路           |      |

## 历史
- 2020年12月18日，车站启用；
- 2023年7月，本站英文名由East Lake Park改为Donghu Park。